# Ольшанский, Савелий Александрович
Савелий Александрович Ольшанский (род. 18 января 1999, Челябинск) — российский хоккеист, защитник.

## Биография
Начинал заниматься хоккеем в школе «Мечела», через год перешёл в школу Макарова, затем играл в школах «Трактор» (2009—2012) и «Сигнал» на позиции нападающего. В декабре 2013 года переехал в Магнитогорск. В ДЮСШ «Металлург» был переведён в защиту. В сезоне 2016/17 выступал за команду МХЛ «Стальные лисы», в следующем сезоне стал играть в ВХЛ за «Зауралье» Курган. 2 сентября 2018 года дебютировал в КХЛ в домашнем матче «Металлурга» против «Слована» (5:1), сыграл в сезоне 10 матчей в регулярном чемпионате и один — в плей-офф. В следующем сезоне играл за «Зауралье», провёл одну игру в КХЛ. В дальнейшем — игрок команд ВХЛ «Челмет» (2020/21), «Ермак» Ангарск (2021/22), «Южный Урал» Орск (2021/22 — 2022/23), АКМ Тульская обл. (с 2022/23), «Тамбов» (2023), «Омские Крылья» (2023), «Динамо-Алтай».
Бронзовый призёр молодёжного чемпионата мира 2019 года.